# Bokononizmus
A bokononizmus Kurt Vonnegut Macskabölcső (Cat’s cradle, 1963) című regényében a fiktív karibi szigetország, San Lorenzo Köztársaság lakosainak vallása.
A vallás alapítója, Bokonon, született Lionel Boyd Johnson, korábban San Lorenzónál hajótörést szenvedett, és a szigeten alapította meg vallását. Vezetéknevét San Lorenzo sajátos dialektust beszélő lakosai Bokononnak ejtik, innen a névadás. A bokononizmus szent szövegei a Bokonon által folyamatosan bővített, magyarázatokat és verses kalüpszókat egyaránt tartalmazó Bokonon Könyve (The Books of Bokonon) adja közre.

## Jellemzői
A bokononizmus egyfelől az élő nemigazságokon, az ártalmatlan hazugságokon, más néven fomákon alapul. E fomákkal a vallás célja az, hogy a nyomorúságban és politikai diktatúrában tengődő San Lorenzó-iakat kiszakítsa a mindennapokból és egy szebb világ önáltató képzetével szolgáljon gyógyírül lelki sebeikre. Mindez tükrözi Vonnegut társadalomfelfogását, mely szerint az emberi közösségeket a diktatórikus erőszak (világi hatalom) és az önáltató ideológia (vallás) egymást kölcsönösen feltételező kettőssége határozza meg. San Lorenzo szigetén a helyzet a következőképpen fest: az ország teljes lakossága Bokonon vallási tanításait követi, amit a hatalom birtokosa, a kivénhedt diktátor, "Papa" Monzano tűzzel-vassal irt. Akit bokononizmus gyakorlásán érnek, kampó által hal meg, azaz élve feltűzik egy gigantikus vaskampóra. A helyzet fonákja minden dichotómia sajátja: "Papa" Monzano miatt lehet népszerű próféta Bokonon, és Bokonon népszerűsége legitimálja "Papa" Monzano véreskezűségét. Ám a regény végén kiderül: maga "Papa" Monzano is bokononista.
Másfelől a bokononizmus célja nyilvánvalóvá tenni, hogy életünk értelmének felfejtése dőre próbálkozás, de tudatában kell lennünk annak, hogy Isten vagy a sors szeszélyes akarata valamely célra elrendelt minket és a karaszunkba (lásd a bokononizmus kifejezéseit) tartozó többi embert, egyenként és együtt mindannyian ezen ismeretlen cél felé tartunk. Egy bokononista nem hisz a szabad akaratban és soha nem mondja: „Úgy történt, hogy…”, ehelyett így fejezi ki hitét: „Úgy kellett történnie, hogy…” (lásd például 39. fejezet). A bokononizmus tehát fatalista, sőt mi több, defetista vallás, ahogy Bokonon Könyvének Tizennegyedik Könyve mondja: „Mit remélhet a földön az emberiség számára a gondolkodó ember elmúlt évmilliók tapasztalatai alapján? Semmit.” (110. fejezet).
Harmadrészt a bokononizmus tanítása voltaképpen egy fontos krisztusi elemet is magában foglal: embertársaink feltétel nélküli és osztatlan szeretetére sarkall bennünket.
Mint minden valamirevaló vallás, a bokononizmus is rendelkezik genezistörténettel, ám ebben az ember már a Föld teremtésének pillanatától benépesíti a bolygót. Eszerint Borasisi, a nap és Pabu, a hold nászából hideg gyermekek születtek. Borasisi tüzes utódokra számított, így haragjában elhajította őket (belőlük lettek a bolygók), aztán Pabut is eltaszította magától, aki kedvenc gyermekéhez, az emberekkel benépesített Földhöz költözött. Bokonon magyarázata a világ teremtéséhez: „Foma! Hazugság! Egy rakás foma!” [85. fejezet]

### A bokononizmus szótára
Vonnegut több, halandzsa elnevezéssel illetett fogalmat alkotott a bokononista hit és szokások leírására. Ahol Borbás Mária magyar fordítása eltérő, zárójelben külön megadtuk az eredeti angol kifejezést is. A bekezdések végén szögletes zárójelben jelöltük az adott bokononista kifejezésre vonatkozó fejezetszámokat.
boko-maruKét lélek, két tudat egyesülése a meztelen talpak, lábfejek összeérintésével. A szigorúan tiltott bokononista lábjáték (footplay) csak két olyan ember között jöhet létre, akik szeretik egymást, márpedig a bokononisták vallási előírásaiknak megfelelően mindannyian szeretik egymást. [66., 72., 93. fejezet]
Buzgó, buzgó, buzgó (Busy, busy, busy)Rituális mondat, amelyet a bokononisták maguk elé suttognak, amikor eltűnődnek, milyen bonyolult és kifürkészhetetlen az élet. [32. fejezet]
fomaÁrtalmatlan hazugság, a kegyetlen valóságról tudomást sem vevő áltatás (például „A jólét csak egy karnyújtásnyira fekszik”). [A kötet mottója]
duprasz (duprass)Kétszemélyes karasz, amelybe nem hatolhat be még egy a duprasz tagjaitól született gyermek sem. A duprasz vámpétere az egymás iránt érzett végtelen szerelem. [41., 55. fejezet]
karasz (karass)Tudtuk nélkül a kifürkészhetetlen Isten akaratát teljesítő, ugyanazon cél felé tartó emberek csoportja. Karaszunk célját és létezésének értelmét nem ismerhetjük meg – ahogy Isten útjai is rejtve maradnak előttünk. A karasz egyes tagjai a kan-kan, a vak véletlen által kezükbe adott eszköz révén jutnak el karaszukba, s szinukáik (sinooka), azaz életüknek kacsai a karaszba tartozó többi ember szinukáival összekapcsolódnak. Bokonon szavaival: „Ha életed különösebb észszerű ok nélkül összegabalyodik valaki más életével, az illető valószínűleg a te karaszod tagja.” [1–3. fejezet]
nagybömb (granfalloon)Hamis, Isten útjainak szempontjából céltalan karasz, amelynek tagjai önmagukat és egymást állam, ország, származás vagy bármi más alapján összetartozónak, egyazon karaszhoz kötődőnek azonosítják. Az efféle hamis karaszok életben tartói a nagybömbörök (granfallooners). Példák a nagybömbre: „Az Amerikai Forradalom Leányai, a General Electric cég, az Agglegények Nemzetközi rendje – valamint bármely nemzet, bármikor, akárhol.” [42., 52. fejezet]
pul-pa (pool-pah)A karasz látszólagos, közelebbről körül nem írt összeomlása. Maga Bokonon a pul-pa értelmét az „Isten haragja” vagy a „nagy határ szar” (shit storm) kifejezéssel ragadja meg. [110. fejezet]
rang-rang (wrang-wrang)Olyan ember, aki tulajdon életmódjának és világképének képtelenségével egy másik embert bizonyos gondolkodásmódtól eltéríti, ezzel karasza felé irányítja. [36. fejezet]
szin-vat (sin-wat)Olyan ember, aki egy másik ember teljes szeretetét magáénak akarja. A bokononisták hisznek abban, hogy a szeretetet szabadon meg kell osztani. [93. fejezet]
sztuppa (stuppa)Olyan határozatlan ember, Bokononnal szólva „tévelygő gyermek”, aki nem nőtt fel a rá rótt feladathoz, de karaszok és ezrek sorsa függ tőle. Ezek az emberek ily módon a za-ma-ki-bójuk beteljesítését akadályozó macskazsákba (duffle) kerülnek. [89. fejezet]
vámpéter (wampeter)A karasz tengelye és fókuszpontja, amely körül a karasz tagjai spirituális értelemben forognak; a karaszt meghatározó központi kérdés (amely lehet eszme, könyv, szikla, állat, Szent Grál – akármi). A regény egy karaszba tartozó szereplőinek vámpétere a bármely tömegű vizet egy szempillantás alatt jéggé fagyasztó szuperjég (ice-nine): valamennyiük életének történéseit a szuperjég irányítja. [24. fejezet]
vin-ditEgy személyre gyakorolt hirtelen, nem várt lökés afelé, hogy bokononista legyen, azaz egy misztikus jelen keresztül felismerje: Istennek és az életnek valamilyen bonyolult, kiszámíthatatlan terve van vele. A jelet felismerő ember meghajtja akaratát a sors parancsa előtt, azaz bokononi szóval szárunol (saroons). [34., 90. fejezet]
za-ma-ki-bo (zah-mah-ki-bo)A bokononizmus veleje, a sors, az elkerülhetetlen végzet. [82. fejezet]

### Bokonon mondásai
→ Bokonon válogatott mondásait megtalálod a Wikidézetekben.

## Bokonon más művekben
Bokonont idézték Tom Robbins Another Roadside Attraction című könyvében.
Bokonon a POEE vallás egyik védőszentje.